# Karel Weis
 (juin 2025).
Si vous disposez d'ouvrages ou d'articles de référence ou si vous connaissez des sites web de qualité traitant du thème abordé ici, merci de compléter l'article en donnant les références utiles à sa vérifiabilité et en les liant à la section « Notes et références ».
Karel Weis dit aussi Weiss, pseudonyme de Célestin Nožička (13 février 1862, Prague - 4 avril 1944, Prague) est un compositeur et musicologue tchèque. 

## Biographie
Né dans une famille de forgerons, Karel Weis étudie au Conservatoire de Prague, où il a notamment pour professeurs Antonín Bennewitz et Frantisek Skuhersk. Corniste, violoniste et pianiste, il prend également des cours particuliers avec Zdeněk Fibich. Bien que soutenu par le directeur (Antonin Dvorak) qui déclarait volontiers que Weis était l'avenir prometteur de la musique de Bohème, il est renvoyé du Conservatoire. 

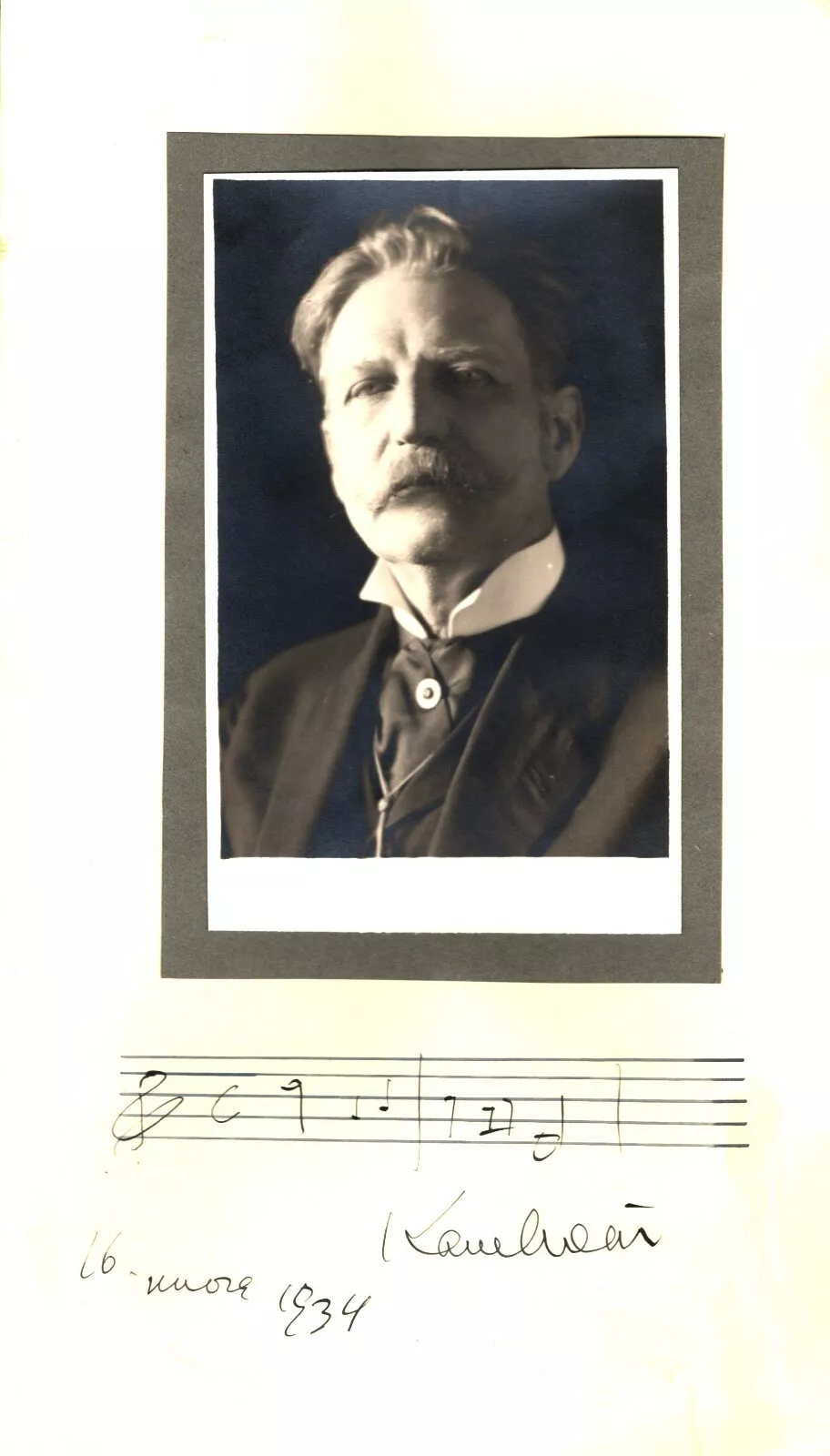
Autographe de Karel Weis avec une citation musicale de deux mesures (6,5 x 10 cm). 16 février 1934

Il est également organiste entre 1878 et 1881. A la fin de ses études, il est nommé à la cathédrale Saint-Etienne et joue également à la Grande Synagogue de Prague (Maisel). 
Weis est pendant quelques années violoniste au Théâtre national de Prague, puis dirige des opéras à Prague et à Brno où il a obtenu le poste de chef d'orchestre en 1887. Pendant la saison, il travaille également à Bautzen (Budyšín). 
Grand ami du virtuose Franz Ondricek, il joue de son influence pour propulser sa carrière. En 1900, il se marie avec Maria Šístková (née en 1877), avec qui il a quatre fils (l'un d'eux meurt à l'âge de deux ans) La famille vit dans le quartier Smíchov de Prague, l'actuel Janáček Embankment. 

### Compositeur
Ses talents de compositeur lui valent plusieurs années de bourses de l'État autrichien. En 1934, il est d'ailleurs élu membre  de l'Académie tchèque
Parmi ses nombreuses compositions figurent onze opéras (trois en tchèque et huit, dont six opérettes, en allemand), dont cinq ont été créés à l'Opéra d'État de Prague. Les nationalistes tchèques lui reprochent cependant de mettre en scène des textes allemands
Il est enterré au cimetière Malvasinki de Prague en pleine Seconde Guerre mondiale.

### Hommage
Weis est toujours vénéré en République tchèque comme un "héros" pour ses compilations de chansons folkloriques. 
Jusqu'en 2018, il disposait d'une salle commémorative au musée Blatský de Veselí nad Lužnicí. Le bâtiment du musée porte son nom. Le musée abrite les biens de Karel Weis, stockés dans 85 cartons et comprenant plusieurs milliers de lettres, de notes, de photographies, d'œuvres d'art... 
En juin 2022, après trois ans de reconstruction, le musée Blatské a rouvert les portes de la maison Weis avec de nouvelles expositions permanentes mettant en scène la vie et l'œuvre du compositeur. 
Le district d'Adolfov près de la frontière tchéco-allemande porte aujourd'hui son nom : district Karel Weis.

## Œuvres

### Opéras
- Viola (1892)
- Der polnische Jude (1901) (sur la même livret que l'opéra Le Juif polonais de Camille Erlanger, paru en 1900 - Victor Léon et Richard Batka d'après Erckmann-Chatrian). L'opéra de Weis était considéré sur la scène internationale comme une œuvre allemande au moment de son écriture, si bien que le Théâtre national de Prague a refusé de le mettre en scène et a cédé les droits au Nouveau Théâtre allemand de Prague, qui n'en voulait pas non plus parce que l'auteur de la musique était tchèque. L'opéra fait sensation en 1921 au moment d'une mise en scène à New York ; il est joué à trois reprises au Metropolitan Opera sous la direction d'Arthur Bodansky. Comme à l'époque, il semblait incevable d'engager un acteur juif issu du théâtre yiddish, on finit par engager un baryton de vaudeville connu sous son nom de scène, Chief Caupolican, pour le rôle principal. Son nom de famille était Emile Barragnon et il était en fait originaire d'une tribu indienne du Chili.
- Die Dorfmusikanten (1905)
- Der Revisor (1907)
- Die Sultansbraut (1911) livret de Robert Pohl (1850-1926)
- Utok na mlýn (1912)
- Blizenci (1917)
- Lesetinský kovár (1920)
- Bojárska nevesta (1943)

### Musique vocale
- Cantate Triumpator (1888)

### Musique orchestrale
- Symphonie en ut mineur

- Poème symphonique

### Musique de chambre
- Quatuor à cordes
- Sonate pour violon et piano

### Piano
Plusieurs pièces pour piano 

### Chansons
Entre 1928 et 1941, il publie un recueil de chansons folkloriques en quinze volumes, le plus important travail (résultat de près de cinquante ans) de collecte de la République Tchèque du Sud et de la Sumava. Publications échelonnées depuis 1928. 

## Publication
Il rédige ses mémoires sous le titre Rozmarné příhody (Histoires fantasques), ouvrage publié à Prague en 1926 par Josef R. Vilímek. Illustrations d'A. L. Salač.

## Discographie
- Perličky české operety, Suprahon, 1984

- Různí interpreti, Hraje ČF, FOK a FISYO, Supraphon, VT 9811-2, 2013